# Швац (округ)
Бецирк Швац — округ Австрійської федеральної землі Тіроль. 

## Адміністративний поділ
Округ поділено на 39 громад:
- Ахенкірх (2156)
- Ашау-ім-Ціллерталь (1732)
- Брандберг (348)
- Брук-ам-Ціллер (993)
- Бух-ін-Тіроль (2549)
- Ебен-ам-Ахензе (2849)
- Фінкенберг (1510)
- Фюген (3838)
- Фюгенберг (1341)
- Галльцайн (598)
- Герлос (786)
- Герлосберг (483)
- Гайнценберг (687)
- Гарт-ім-Ціллерталь (1510)
- Гіппах (1376)
- Єнбах (6851)
- Кальтенбах (1229)
- Майргофен (3821)
- Пілль (1112)
- Рамзау-ім-Ціллерталь (1570)
- Рід-ім-Ціллерталь (1225)
- Рорберг (533)
- Шліттерс (1400)
- Швац (13 058)
- Швендау (1608)
- Штанс (1930)
- Штайнберг-ам-Рофан (295)
- Штрасс-ім-Ціллерталь (840)
- Штумм (1807)
- Штуммерберг (841)
- Терфенс (2082)
- Тукс (1932)
- Удернс (1663)
- Фомп (4661)
- Веєр (1545)
- Верберг (2337)
- Візінг (2039)
- Целль-ам-Ціллер (1743)
- Целльберг (633)

## Демографія
Населення округу за роками за даними статистичного бюро Австрії

## Виноски
1. ↑  Statistik Austria. Архів оригіналу за 2 травня 2015. Процитовано 25 червня 2013.

| Австрія | Це незавершена стаття з географії Австрії. Ви можете допомогти проєкту, виправивши або дописавши її. |